# Hjalmar Selldén
Per Anders Hjalmar Selldén, född den 7 januari 1849 på Ärtan i Segerstads socken, Värmlands län, död den 12 maj 1922 i Tranås, var en svensk läkare. Han var brorson till Emili Selldéns make, måg till Carl von Otter och far till Harald och Ragnar Selldén.
Selldén avlade mogenhetsexamen i Växjö 1868, medicine kandidatexamen i Uppsala 1875 och medicine licentiatexamen i Stockholm 1880. Han promoverades till medicine doktor vid Uppsala universitet 1886. Från 1873 hade Selldén diverse kortare militära och civila läkarförordnanden innan han 1883 blev lasarettsläkare i Norberg och 1886 provinsialläkare i Norbergs distrikt. Han var provinsialläkare i Hedemora 1889–1909. Efter sin pensionering var han verksam som privatpraktiserande läkare i Tranås. Pehr Henrik Törngren skriver om honom i Svenska män och kvinnor: "Han blev känd i vida kretsar som hygieniker, populärmedicinsk ströskriftsförfattare, alkohol- och tobaksfiende, anhängare av naturläkekonsten och på äldre dagar slutligen även homeopat".